# Televisão na Paraíba

## Década de 1960

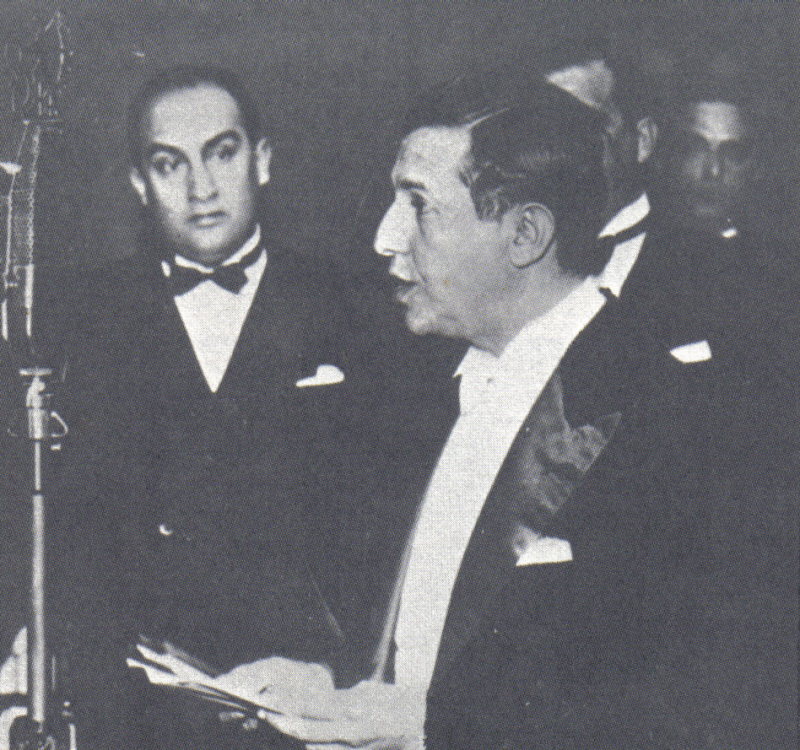
Assis Chateaubriand (de perfil), fundador da primeira emissora da Paraíba.

A história da televisão na Paraíba se inicia em 1960, quando os poucos aparelhos de TVs na cidade de João Pessoa e região passam a receber o sinal da TV Jornal do Commercio e da TV Rádio Clube de Pernambuco, ambas emissoras de Recife. Elas eram sintonizadas diretamente pelos canais 2 VHF e 6 VHF, respectivamente.
Meses depois da inauguração da TV Jornal do Commercio, foi instalada uma retransmissora no canal 7 VHF. O canal tornou-se o primeiro retransmissor de TV no estado e também numa capital brasileira. Em 1962, dois anos depois de inaugurar a TV Rádio Clube de Pernambuco, a emissora instala uma retransmissora no canal 5 VHF.
Tais informações carecem de fonte confiável, haja vista que nota publicada pelo Diário de Pernambuco, em 11 de dezembro de 1966, informava que a Prefeitura Municipal de João Pessoa estava instalando a antena e os equipamentos para o funcionamento da primeira repetidora de televisão da capital paraibana, no bairro do Cristo Redentor, nas imediações de onde hoje está localizado o Parque de Exposições Henrique Vieira de Melo, e que, segundo a prefeitura, estaria no ar antes do Natal. No dia 15 de janeiro de 1967, o mesmo periódico, dos Diários Associados, publica uma nota informando que em alguns meses seria instalada uma repetidora da TV Rádio Clube em João Pessoa "que virá libertar os telespectadores de uma programação rotineira e chata", o que indica que a repetidora instalada em dezembro de 1966 foi a da concorrente TV Jornal do Commércio. Em 08 de agosto de 1967, o Diário de Pernambuco finalmente publica matéria acerca da inauguração, no dia 05 de agosto de 1967, da repetidora da TV Rádio Clube na capital paraibana, fruto de parceria entre a Prefeitura de João Pessoa, a Empresa Telefônica da Paraíba (ETP) e o Clube de Dirigentes Lojistas da Paraíba (CDL).
Quando a concessão da TV Rádio Clube foi extinta, a emissora era retransmitida em João Pessoa no canal 7.
Em 14 de março de 1966, o paraibano e fundador dos Diários Associados, Assis Chateaubriand, inaugura a TV Borborema canal 9 VHF em Campina Grande, que operava em fase experimental desde 15 de setembro de 1963 e era uma emissora própria da TV Tupi (que em 1972 se tornaria rede).

## Década de 1970
Em 1972, a TV Universitária de Recife (a TVU) instala retransmissora em João Pessoa no Canal 4 VHF e se torna a terceira retransmissora na cidade, segundo o site "A História da TV em João Pessoa". Contudo, tal informação não é comprovada por provas documentais nem testemunhais dos profissionais da imprensa na época.
Em maio de 1977, juntamente as duas capitais (João Pessoa e Natal) e o interior (Paraíba e Rio Grande do Norte) são inauguradas as retransmissoras da TV Globo Nordeste de Recife. Em João Pessoa, a retransmissão da Globo acontece no canal 10 VHF e em Campina Grande no canal 3 VHF. Segundo o site Retalhos de Campina Grande, a cidade só passou a acompanhar a programação da Rede Globo quando a TV Borborema se tornou afiliada da emissora.
Em 1978, o Ministério das Comunicações negou a concessão do canal de televisão para a Rede Globo que não tinha afiliada na Paraíba (apenas as repetidoras da Globo Nordeste inauguradas um ano antes) sob justificativa que o grupo que controlava a rede tinha cinco emissoras próprias (o máximo permitido na Legislação brasileira).
No mesmo ano, o Ministério das Comunicações outorgou o que seria o primeiro canal local em João Pessoa, que seria pertencente ao comendador Renato Ribeiro Coutinho, então proprietário da Rádio Arapuan AM, e ter adquirido o terreno onde seria construída a sede da nova TV na Av. Beira Rio (onde hoje está o Hospital Unimed), com prazo de três anos (1981). No entanto, a deterioração da saúde do proprietário fez com que os planos mudassem e com o tempo, a emissora não foi instalada. Em três anos a concessão caducou, obrigando o ministério a cassar a concessão e iniciar nova licitação. Se a emissora tivesse sido inaugurada, teria sido chamada de TV Arapuan (TV Arapuan S/A) e seria sintonizada no canal 7, em substituição à repetidora da TV Jornal.

## Década de 1980
Em 1980, com o fim da Rede Tupi, a TV Borborema de Campina Grande (emissora própria que escapou da cassação de concessão por estar estável) passa a integrar a Rede de Emissoras Independentes (REI), liderada pela TV Record de São Paulo e a TV Studios do Rio de Janeiro e passa a utilizar o canal 5 da TV Rádio Clube. Essa afirmação carece de plausibilidade, em virtude do sinal da repetidora da TV Rádio Clube (canal 7 de João Pessoa), vir diretamente do Recife e não existir equipamento (link) interligando a TV Borborema em Campina Grande com João Pessoa. O curto prazo entre o fechamento da TV Rádio Clube e a afiliação da TV Borborema à Rede Globo também inviabilizaria a instalação e operação do link. No mesmo ano, a TV Borborema opta por se afiliar a Rede Globo, permanecendo até 31 de dezembro de 1986. Com isso, o canal 5 que estava no ar em João Pessoa sai do ar, como forma de evitar que duas Globos fossem exibidas nos canais 5 e 10.
Em 06 de novembro de 1982, no canal 7 (desativado desde o fechamento da Tupi), a população de João Pessoa passou receber o sinal da TV Jornal do Commércio. A retransmissora foi uma parceria do governo estadual com a emissora pernambucana, na época afiliada a Rede Bandeirantes, conforme uma série de notas e matérias publicadas nos jornais da época.
Em 1982, com a inauguração do Espaço Cultural José Lins do Rego, o então governador Tarcísio Burity (entre 1979 a 1982) anunciou a emissora de TV, que seria educativa e pertencente ao Estado. Na sua segunda gestão (1987 a 1991) tenta fazer o mesmo, mas não consegue a concessão. Os governantes posteriores não tiveram interesse em colocar a emissora no ar.
Em 1984, a Rede Manchete inaugura a emissora própria TV Manchete de Recife no canal 6 (no lugar da antiga TV Rádio Clube). O sinal do canal 6 atinge João Pessoa de forma precária, como acontecia na época da antiga TV Rádio Clube. Através de uma parceria com o Sistema Correio de Comunicação, do grupo Polyutil, é inaugurada em fevereiro de 1986, a retransmissora da Manchete Recife, no canal 13.
Apesar de receber a programação de três grandes redes (Globo, Bandeirantes e Manchete), João Pessoa estava carente de emissoras que gerassem programas e telejornais produzidos na cidade. No espaço da programação das redes dedicado às programação local, assistia-se a noticiários produzidos no Recife e raramente eram vistas notícias sobre João Pessoa. 
Entre agosto a outubro de 1986, o canal 7 que era a repetidora da TV Jornal (afiliada à Rede Bandeirantes) passa exibir color bar e a legenda "TV Cabo Branco-Canal 7-Operando em Caráter Experimental". Poucos dias depois, passou a transmitir a programação da Rede Bandeirantes, tornando-se a primeira emissora de TV em João Pessoa e a segunda na Paraíba, tendo a frente o ex-governador Wilson Braga, o governador Milton Cabral e o irmão Antonio Bezerra Cabral, além do empresário e ex-vice-governador José Carlos da Silva Júnior. Na época, a TV Cabo Branco foi a pioneira no telejornalismo ao lançar o "Câmera 7", uma espécie de noticiário mesclado com agenda cultural, durando até a adesão da emissora à Rede Globo. Durante o mês de dezembro, tanto a TV Globo Nordeste (exibida no canal 10) quanto a TV Cabo Branco exibiram chamadas especialmente para os telespectadores de João Pessoa, com o com o slogan: "Dia primeiro, mude para o 7 e continue na Globo".
No dia 1º de janeiro de 1987, à zero hora, a TV Cabo Branco trocou a Bandeirantes pela Rede Globo. Nesse dia, duas edições do "Jornal da Cabo Branco" ocuparam o horário dos telejornais locais da Rede Globo. No final daquela manhã, Edilane Araújo apresentou o "Jornal da Cabo Branco (1ª Edição)", uma estréia que deveria ter sido gravada antes de ir ao ar, mas que acabou sendo feita ao vivo, em meio a muita ansiedade e emoção. No mesmo dia e mesma hora, a TV Globo Nordeste, no canal 10, foi substituída com a inauguração da TV O Norte (dos Diários Associados), que transmitiu provisoriamente a Rede Manchete, que tinha uma retransmissora no canal 13. Durante quase 3 meses, os telespectadores puderam sintonizar a Rede Manchete e intervalos da rede nos canais 10 e 13, porém os intervalos comerciais locais eram diferentes: o canal 13 exibia publicidade de Recife, enquanto o canal 10 exibia comerciais de João Pessoa. Em março, a TV O Norte passou a integrar o SBT e os programas e as produções locais foram aos poucos surgindo, fortalecendo as empresas publicitárias. A ideia da direção dos Diários Associados na Paraíba era instalar uma retransmissora da TV Borborema (Manchete) em João Pessoa e uma retransmissora da TV O Norte (SBT), em Campina Grande. Os links chegaram a ser montados, mas apenas a retransmissora da TV O Norte operou cerca de um ano, no canal 11. 
Em Campina Grande, também no mesmo dia e hora (zero hora do 1º de janeiro de 1987) foi inaugurada a TV Paraíba (afiliada à Globo), no canal 3, no lugar da retransmissora da TV Globo Nordeste. Simultaneamente, a TV Borborema, que era afiliada da Globo desde 1980, tornou-se afiliada da Rede Manchete.
Em março do mesmo ano, entra ao ar no canal 5 em Campina Grande, a repetidora da TV Tropical, outra emissora pernambucana de Caruaru afiliada ao SBT, através da estatal Departamento de Telecomunicações de Pernambuco (DETELPE) e a repetidora ficava no bairro da Bela Vista. No entanto, uma crise administrativa da TV Jornal em Recife fez com que ficasse 43 dias só com color bar, sem a Bandeirantes e programas locais, o que fez com a rede rompesse com a antiga afiliada e passar para TV Tropical (que tinha sinal em Recife no canal 9). Com isso, os telespectadores em Campina Grande que começaram a assistir o SBT em poucos meses, eles passaram a ver Bandeirantes.
No mesmo ano, o empresário José Carlos da Silva Júnior (dono do grupo São Braz e da TV Paraíba) adquire o controle da TV Cabo Branco (era um dos sócios da emissora), através do genro Leonel Freire, procurador de vários sócios minoritários ligados ao ex-governador Wilson Braga, segundo a imprensa da época.
Em outubro de 1988, o Grupo Marquise de Fortaleza consegue a concessão do canal 5 (VHF) para geração de imagens e sons. Em novembro de 1989, o Grupo compra terreno para a construção da sede da futura TV Tambaú, na Av. Monsenhor Walfredo Leal, 77. 
No mesmo ano, a TV Tropical passa a se chamar TV Pernambuco e mantém afiliação com a Bandeirantes.
Em 1988, na cidade de Campina Grande, a TV Borborema troca a Rede Manchete pelo SBT, afiliação que dura até hoje em dia. No mesmo dia, a Rede Manchete passou a ocupar o canal 11, que retransmita a TV O Norte (SBT), em Campina Grande.
Em outubro do mesmo ano, depois de mais de 17 anos no ar através do Canal 4 VHF, a TV Universitária de Recife (a TVU) torna-se a última retransmissora de Recife a deixar João Pessoa, quando a Universidade Federal da Paraíba assume a posse do retransmissor e passa a repetir a programação da TVE Brasil. Informação esta que carece de comprovação documental e testemunhal.
A Fundação Virgínius da Gama e Melo, na época ligada a Universidade Federal da Paraíba (UFPB) e aos Institutos Paraibanos de Educação (IPÊ), instalou uma retransmissora da TVE Brasil no topo do prédio do INSS, um dos mais altos do centro de João Pessoa, onde antes estava instalada a antena da retransmissora da TV Jornal do Commércio. No entanto, a emissora sempre foi marcada por interrupções de seu sinal durante longos períodos, devido a graves crises financeiras. Uma verdadeira fonte de novos talentos jogada fora, pois lançaria grandes profissionais para a área das comunicações na Paraíba. Atualmente, a Fundação Virgínius da Gama e Melo é administrada pelo Sistema Arapuan, que mantém no ar a TV Miramar (antigo canal 4) e a Miramar FM 107,7 MHz, antiga Universitária FM, que pertencem à fundação.
Com isso, as cidades de João Pessoa e Campina Grande terminam a década com cada uma, quatro canais. Em João Pessoa são os seguintes canais: TVE Brasil (canal 4), TV Cabo Branco (Globo, canal 7), TV O Norte (SBT, canal 10) e TV Manchete (Rede Manchete, canal 13). Em Campina Grande são os seguintes canais: TV Paraíba (Globo, canal 3), TV Pernambuco (Bandeirantes, canal 5), TV Borborema (SBT, canal 9) e Rede Manchete (canal 11).
Em março de 1990, começou a construção efetiva do prédio e o planejamento artístico da TV Tambaú. A futura emissora começa a negociar contrato de afiliação com a Bandeirantes (que não tinha sinal na capital desde final de 1986), mas terminou assinando com a Manchete.

## Década de 1990
No começo de março de 1991, o prédio que abriga a futura TV Tambaú é concluída. Na madrugada do dia 8 de março, foi iniciada a transmissão do quinto canal da cidade em caráter experimental com o sinal integral da Rede Manchete, através no canal 5 VHF. Naquele momento exibia slide "REDE MANCHETE" e a hora, enquanto o sinal da TV Tambaú estava restrito à Grande João Pessoa.
Na madrugada do mesmo dia, após a TV Tambaú iniciar afiliação com a Manchete, o canal 13 que retransmitia o sinal da Manchete desde fevereiro de 1986 cede seu espaço para a Bandeirantes (naquele momento exibia color bar e a hora), rede que esteve ausente da capital paraibana por mais de quatro anos. Na época, em um período curto de horas, a cidade de João Pessoa passou a ver dois canais da Manchete (5 e o 13). Já com a Bandeirantes, o Sistema Correio começou a instalação da recém conquistada concessão de uma geradora de TV (Empresa de Televisão João Pessoa Ltda.), futura TV Correio.
No dia 5 de agosto, data da fundação da cidade de João Pessoa, a capital era presenteada com a inauguração da terceira emissora local: a TV Tambaú, afiliada da Rede Manchete. A mais moderna TV da Paraíba, supera as demais emissoras locais e o primeiro programa local foi o telejornal Tambaú Notícias, noticiário local diário apresentado às 19 horas, com reportagens sobre a cidade. A emissora fortalece ainda mais o mercado publicitário, com produções locais inovadoras e várias de suas reportagens foram exibidas em rede nacional, elevando o nome da Paraíba no contexto nacional.
Em 1991, a retransmissora da TV Pernambuco em Campina Grande trocou a Bandeirantes pela recém inaugurada Rede Record, o que provocou reações negativas dos telespectadores, pois a emissora trocou a conhecida rede por uma desconhecida que não tinha alguma retransmissora pra cobrir a ausência da Bandeirantes (a Bandeirantes em Recife e Caruaru passou a ter sinal pela TV Tribuna em Pernambuco e que não atuava na Paraíba). Em 1992, a retransmissora da TV Pernambuco em Campina Grande troca a Rede Record pela recém inaugurada Rede OM, durando até 1993, quando muda para a TV Cultura.
No dia 1º de dezembro de 1992, entra no ar a TV Correio, no canal 13, mantendo-se como afiliada da Rede Bandeirantes. A emissora torna-se uma das principais responsáveis pelo lançamento de grandes nomes do rádio na televisão. Nos primeiros anos, viveu sob produções locais terceirizadas (enquanto seus estúdios eram construídos) e o sinal era restrito a alguns municípios que recebiam o sinal gerado em João Pessoa.
Em julho de 1993, a TV Correio sofre incêndio que destrói justamente o estúdio que estava prestes a ser inaugurado, o que fez suspender produções locais. Superado o incidente, alguns meses depois a emissora volta a dispor de seu espaço para as suas produções locais. Com autorização para aumento de potência, em 1996 a TV Correio passou a ocupar o canal 12.
Em 1994, preocupada com a crise que assolava a Rede Manchete entre 1992 a 1993, a TV Tambaú começou a procurar outra rede, após optar em não renovar com a rede. Ao mesmo tempo, o Sistema Brasileiro de Televisão (SBT) vinha tendo sérios problemas com a TV O Norte, que estava com graves problemas administrativos e financeiros, o que fez o SBT ameaçar romper o contrato de afiliação que mantinha desde 1987, caso os problemas não estiverem solucionados. Na época, os Diários Associados tentaram negociar a instalação de uma retransmissora da TV Borborema (afiliada do SBT) em João Pessoa, mas o SBT não aceitou a negociação.
Em 1995, a estatal Departamento de Telecomunicações de Pernambuco (DETELPE) decide atuar apenas em Pernambuco e devolve todas as autorizações que tinha na Paraíba à União, o que leva todas as retransmissoras saírem do ar no estado, entre elas o canal 5 em Campina Grande.
Nos primeiros meses de 1995, os problemas administrativos da TV O Norte não são solucionados e o SBT decide romper o contrato de afiliação com a emissora e assina contrato de afiliação com a TV Tambaú. Durante os três meses de prazo para o encerramento do contrato com o SBT, a TV O Norte se preparou para substituir a emissora de Sílvio Santos pela Record, que na época adotava uma política agressiva para formar uma Rede.
Em 1º de Julho, a TV Tambaú passou a ser afiliada do SBT, enquanto a TV O Norte passa a ser Record. Depois da troca de rede, a TV Tambaú extinguiu grande parte da programação local e em seguida se consolida a vice-liderança na região com o SBT (que passa do canal 10 para o 5). Por outro lado, a mudança de rede provocou reclamações de alguns telespectadores, pois a Manchete, na época uma importante rede de televisão, deixou de ter sinal na capital.
Em julho de 1996, após ser autorizada pelo Ministério das Comunicações, a TV Correio instala a repetidora na cidade de Campina Grande no canal 13 (VHF), trazendo a volta da Bandeirantes que estava ausente desde 1991 (quando a repetidora da TV Pernambuco no canal 5 trocou Bandeirantes pela Record) e aumentar a potência do canal na capital, muda-se do canal 13 para o canal 12. A mudança de canal era para não dar interferências no canal 13 de Recife (TV Globo Nordeste), Natal (TV Ponta Negra) e Campina Grande (retransmissora da própria Correio), com o objetivo de expandir para cobrir todo o interior do Estado da Paraíba, ao lançar retransmissoras nas principais cidades do interior.
No dia 1º de maio de 1997, entra no ar a MTV Brasil no canal 32 UHF em João Pessoa, com uma programação extremamente musical, conquistando principalmente o público jovem, tornando-se a primeira emissora em UHF na Paraíba.
Antes do final de 1997, o canal 4, que se identificava como TVE Paraíba sai do ar devido à grave crise que afetava a Fundação Virginius da Gama e Melo. No final de 1998, volta ao ar depois de um ano fora, quando a Fundação reativou o sinal após a grave crise, mas com uma imagem de péssima qualidade, sem nenhuma providência ainda tomada para a sua melhoria, e volta a sair do ar em 1999. Passa ficar famosa por ser a "emissora vaga-lume": ou encontra-se acesa (funcionando precariamente) ou apagada (fora do ar).
Em dezembro do mesmo ano, continuam os problemas administrativos da TV O Norte (os mesmos que levaram o SBT a romper o contrato de afiliação), o que faz com que a Record fique insatisfeita com o andamento da emissora. Ao saber que a emissora esteve fora do ar por dois dias por causa de dívidas junto ao ECAD (Escritório Central de Arrecadação e Distribuição), a Record teria decidido romper o contrato, tendo assinado contrato de afiliação com a TV Correio.
Em 31 de dezembro de 1997, às 16 horas, a TV O Norte passou a transmitir a Rede Manchete. Em 18 de fevereiro, data em que os Diários Associados reassumiram o controle da emissora, a TV O Norte passou a transmitir a Rede Bandeirantes e iniciou um longo processo de recuperação, substituindo equipamentos sucateados e recuperando o que precisavam de manutenção.
Também em 31 de dezembro de 1997, às 16 horas, com o filme Jesus, a TV Correio passou a transmitir a Record.

## Década de 2000
Em 20 de dezembro de 2002, o Diário Oficial da União publica as autorizações dadas pelo Ministério das Comunicações para mais 36 retransmissoras de televisão em diversas Unidades da Federação, entre elas o Canal 5 de Campina Grande, que passa a ser Sistema TV Paulista Ltda, inicialmente para retransmitir a Rede 21 Comunicações Ltda.
Em 24 de maio de 2003, a retransmissora da TVE Brasil foi retirada do ar e foi substituído pelo slide com o logotipo da TV Miramar, e a cada 15 minutos, o locutor em "off" anunciava: "TV Miramar, canal 4, nosso comercial é você", seguida de um videoclip que mostrava como seria a nova emissora e sua programação. O videoclip mostrava uma emissora moderna e bem organizada, que iria se destacar entre as concorrentes. Apesar de ser uma retransmissora, a TV Miramar passa a produzir seus próprios programas. Em 31 de maio, a TV Miramar passa a exibir a programação da TVE Brasil, logo após deixar de ser retransmissora e ganha concessão para ser geradora.
No mesmo ano, depois de oito anos fora do ar o Canal 5 em Campina Grande volta ao ar, agora pertencente ao Sistema TV Paulista Ltda, que inicialmente era retransmitir a Rede 21 Comunicações Ltda (a Rede 21), o canal optar por retransmitir a programação da Rede Gênesis.
Em 29 de setembro de 2006 entra no ar a TV Itararé de Campina Grande, afiliada à TV Cultura, tendo ainda uma retransmissora em João Pessoa.
Em 3 de maio de 2007, o Canal 5 de Campina Grande, que repetiu a programação da Rede Gênesis por quatro anos, passa a programação da TV Aparecida. Outras retransmissoras do Sistema TV Paulista Ltda em capitais e no interior de outros estados também passaram a retransmitir a TV Aparecida.
Em 4 de outubro do mesmo ano, o Sistema Arapuan de Comunicação, mantenedora da TV Miramar, ganha a concessão do canal 14, que formaria a futura TV Arapuan. O grupo teria negociado afiliação com a Record News e a RedeTV!. Acabou fechando contrato com a RedeTV!, garantindo 6 horas de programação local. Assim passou a ser a primeira afiliada da RedeTV! na Paraíba. No dia 3 de junho de 2008, a TV Arapuan entrou no ar em João Pessoa, em fase experimental, transmitindo integralmente a programação da RedeTV!. No dia 5 de outubro de 2008 estréia oficialmente.
Em 5 de agosto de 2009, a TV O Norte muda de nome para a TV Clube João Pessoa.
No dia 22 de fevereiro de 2009, às 19hs, a TV Cabo Branco iniciou suas transmissões digital HDTV em caráter experimental pelo canal 19 UHF. O transmissor de 1,25 Kw (um décimo da potência da transmissão analógica), foi comprado no Japão e Alemanha, chegou a João Pessoa em duas partes, no dia 27 de Novembro de 2008. No dia 17 de junho de 2009 a TV Cabo Branco ganha a autorização para passar a transmitir oficialmente seu sinal digital.

## Década de 2010
Em 18 de maio de 2012, entra no ar, em canal aberto a TV UFPB no canal 43, depois de estar no ar via cabo desde 2005.
Na noite do dia 24 de outubro de 2011 a TV Correio lança, em fase de teste, as primeiras imagens no sistema digital. A partir do dia 26 de outubro do mesmo ano, inicia testes em caráter experimental do novo sinal de transmissão. No dia 27 de fevereiro de 2012, a TV Correio lança sua nova logomarca um dia após a Rede Record, e no mesmo dia seu sinal digital.
A TV Correio foi a primeira emissora paraibana a gerar e transmitir conteúdo em HDTV, em 22 de janeiro de 2013.
No dia 27 de abril de 2013, a TV Arapuan passou a transmitir o seu sinal digital.
No dia 14 de junho de 2013, entrou no ar o sinal digital da TV Paraíba em Campina Grande, sendo a primeira emissora do interior paraibano a transmitir em alta definição.
Em 2014 começou o projeto de expansão do sinal digital em HD da TV Cabo Branco e da TV Paraíba, visando levar a nova tecnologia a 70% da população paraibana antes da Copa do Mundo FIFA 2014. O sinal digital da TV Cabo Branco chegou à cidade de Itabaiana (canal 22 UHF, 22.1 virtual) no dia 30 de abril e à cidade de Guarabira (canal 20 UHF, 10.1 virtual) no dia 2 de maio. O sinal digital da TV Paraíba chegou em 8 de maio a Patos e cidades próximas (pelo canal 19 UHF, 9.1 virtual, transmitido de Patos, e pelo canal 21 UHF, 29.1 virtual transmitido do Pico do Jabre em Matureia), em 9 de maio a Sousa (canal 21 UHF, 9.1 virtual) e em 15 de maio a Cajazeiras  (canal 19 UHF, 12.1 virtual). As afiliadas da Rede Globo foram as primeiras emissoras do estado a implantar o sinal digital em municípios fora das regiões metropolitanas de João Pessoa e Campina Grande.
No dia 14 de março de 2016, a TV Clube João Pessoa passa a se chamar TV Manaíra.
Em 25 de maio de 2016, a TV Paraíba implanta seu sinal digital em Catolé do Rocha.
No dia 15 de abril de 2018, a TV Arapuan implanta seu sinal digital em Cajazeiras.
No dia 30 de maio de 2018, o sinal analógico de TV foi desligado em treze cidades paraibanas: Alhandra, Bayeux, Cabedelo, Conde, Cruz do Espírito Santo, João Pessoa, Lucena, Marcação, Mari, Riachão do Poço, Santa Rita, Sapé e Sobrado. Com isso, as emissoras de televisão podem ser assistidas somente pelo sinal digital.
No dia 5 de dezembro de 2018, o sinal analógico de TV foi desligado em mais dez cidades paraibanas: Alagoa Nova, Areial, Campina Grande, Caturité, Esperança, Lagoa Seca, Massaranduba, Montadas, Puxinanã e São Sebastião de Lagoa de Roça.

## Década de 2020
No dia 17 de agosto de 2020, a TV Miramar voltou a ter programação local, exibindo os jornalísticos Paraíba Verdade (exibido das 06 até as 08 horas), Arapuan Verdade (das 12 às 14 horas) e 60 Minutos (das 17 às 19 horas), sendo todos eles da Arapuan FM. No mesmo ano, transmitiu um debate com os candidatos a prefeito do município de Santa Rita.
Em 24 de outubro de 2023, o Sistema Arapuan firmou contrato de afiliação com a Rede Bandeirantes para a TV Arapuan, passando a transmitir a programação da BAND a partir de 28 de dezembro do mesmo ano. Em meados de dezembro, a TV Manaíra oficializou que a partir da mesma data passará a integrar a RedeTV!.